# Vogtlands voetbalkampioenschap 1927/28
In 1927/28 werd het dertiende Vogtlands voetbalkampioenschap gespeeld, dat georganiseerd werd door de Midden-Duitse voetbalbond. 
SuBC Plauen werd kampioen en plaatste zich voor de Midden-Duitse eindronde. De club versloeg DSC Weipert en SpVgg 06 Falkenstein en verloor dan van FC Wacker 1910 Gera.

## Gauliga
| Plaats | Club                       | Wed. | W  | G | V  | Saldo | Ptn.  |
| ------ | -------------------------- | ---- | -- | - | -- | ----- | ----- |
| 1.     | Plauener SuBC 1905         | 16   | 12 | 2 | 2  | 40:22 | 26:6  |
| 2.     | SV Konkordia 1905 Plauen   | 16   | 9  | 5 | 2  | 45:33 | 23:9  |
| 3.     | 1.Vogtländischer FC Plauen | 16   | 9  | 2 | 5  | 32:27 | 20:12 |
| 4.     | VfB Plauen                 | 16   | 8  | 1 | 7  | 35:23 | 17:15 |
| 5.     | SpVgg 1909 Plauen          | 16   | 7  | 2 | 7  | 36:30 | 16:16 |
| 6.     | PSV Plauen                 | 16   | 5  | 3 | 8  | 29:47 | 13:19 |
| 7.     | Elsterberger BC 1912       | 16   | 3  | 5 | 8  | 31:44 | 11:21 |
| 8.     | SC 1909 Markneukirchen     | 16   | 5  | 0 | 11 | 24:46 | 10:22 |
| 9.     | VfR 1919 Plauen            | 16   | 3  | 2 | 11 | 24:46 | 8:24  |

|  | Kampioen, geplaatst voor Midden-Duitse eindronde |